# Florida (San Lorenzo)
Florida es un barrio ubicado en el municipio de San Lorenzo en el estado libre asociado de Puerto Rico. En el Censo de 2010 tenía una población de 5293 habitantes y una densidad poblacional de 557,46 personas por km².

## Geografía
Florida se encuentra ubicado en las coordenadas 18°11′8″N 65°56′40″O / 18.18556, -65.94444. Según la Oficina del Censo de los Estados Unidos, Florida tiene una superficie total de 9.49 km², de la cual 9.42 km² corresponden a tierra firme y (0.74%) 0.07 km² es agua.

## Demografía
Según el censo de 2010, había 5293 personas residiendo en Florida. La densidad de población era de 557,46 hab./km². De los 5293 habitantes, Florida estaba compuesto por el 77.35% blancos, el 10.49% eran afroamericanos, el 0.59% eran amerindios, el 7.29% eran de otras razas y el 4.29% pertenecían a dos o más razas. Del total de la población el 99.55% eran hispanos o latinos de cualquier raza.